# D・J・フォンタナ
D・J・フォンタナと通称される、ドミニク・ジョセフ・フォンタナ（Dominic Joseph Fontana、1931年3月15日 - 2018年6月13日）は、14年間にわたってエルヴィス・プレスリーのドラマーを務めたことで知られる、ルイジアナ州シュリーブポート出身のアメリカ合衆国のミュージシャン。フォンタナは、プレスリーがRCAレコードで吹き込んだ曲のうち、460曲以上に演奏を残した。
「DJ」と通称されたフォンタナは、カントリー音楽を流すラジオ番組『ルイジアナ・ヘイライド (Louisiana Hayride)』に、毎週土曜日の放送に登場する専属ドラマーとして雇われた。1954年10月、フォンタナはプレスリーのためにドラムを演奏するよう雇われ、そこからその後足掛け15年に及ぶ両者の関係が始まった。フォンタナは、NBCのテレビ特別番組『ELVIS』にも出演して演奏した。
フォンタナは、当初サム・フィリップスが集めた、スコティ・ムーア（リードギター）、ビル・ブラック（ベース）、エルヴィス・プレスリー（リズムギター）から成る「ザ・ブルームーン・ボーイズ (The Blue Moon Boys)」と名乗るドラマーのいないバンドに、後から遅れて加わった。このバンドは、「ハートブレイク・ホテル」、「ハウンド・ドッグ」、「冷たくしないで (Don't Be Cruel)」、「監獄ロック」など、エルヴィス・プレスリーの1950年代におけるヒット曲の大部分において（ときにはピアノの演奏や、ザ・ジョーダネアーズのバッキング・ボーカルも入れつつ）演奏を務め、録音を行なった。このバンドは広く各地をツアーし、何度もテレビ番組にも出ており、1956年と1957年には『エド・サリヴァン・ショー』にも出演した。
俺は『ヘイライド』で、単純さの価値を学んだんだ。ある晩、スコティ、ビル、エルヴィスの演奏を聴いて、このサウンドを混ぜっ返すわけにはいかないと分かったんだ。だからいつも俺は、自分が感じるままに演奏してる。もしうまく行かないことがあれば、同じことはもうしない。この単純なアプローチは、俺がこれまでとてつもない量のビッグバンド音楽を聴いてきたことからきているんだと思う。俺はそれをロカビリーに持ち込んだのさ。
このバンドは、1958年に解散となったが、フォンタナとプレスリーは、その後も1960年代を通して定期的に共演し、録音を行なっていた。その間、時にはムーアが加わることもあった。ムーアとフォンタナも共演を長く続けており、2002年には、ポール・マッカートニーを加えて「ザッツ・オール・ライト」を録音した。1958年以降、ブラックは彼らとの共演をすることはないまま、1965年に死去した。
1983年、フォンタナは、プレスリーと共演していた当時について、写真を多く用いた書籍『D. J. Fontana Remembers Elvis』を出版した。

2009年4月4日、フォンタナはロックの殿堂に「サイドマン部門」での殿堂入りを果たした。
2018年6月13日、テネシー州ナッシュビルの自宅で死去。AP通信は妻の話として、就寝中に亡くなったと伝えた。87歳没。